# Adelphagrotis
Adelphagrotis là một chi bướm đêm thuộc họ Noctuidae.

## Loài
- Adelphagrotis carissima (Harvey, 1875)
- Adelphagrotis indeterminata (Walker, 1865)
- Adelphagrotis stellaris (Grote, 1880)